# Пулич, Винко
Ви́нко Пу́лич (хорв. Vinko Puljić; род. 8 сентября 1945, Приечани, Югославия) — боснийский кардинал. Архиепископ Врхбосны с 19 ноября 1990 по 29 января 2022. Кардинал-священник с титулом церкви Санта-Кьяра-а-Винья-Клара с 26 ноября 1994.

## Биография

### Ранняя жизнь и священство
Винко Пулич родился в деревне Приечани около Баня-Луки в семье боснийских хорватов. Был двенадцатым из тринадцати детей в семье. Учился сначала в предсеминарии в Загребе, затем в семинарии в Джяково.
29 июня 1970 года был рукоположён в священники, служил приходским священником в епархии Баня-Луки. В 1978 году стал работать в предсеминарии города Задар. С 1987 года настоятель католического прихода города Градишка, в 1990 году получил пост вице-ректора семинарии Сараево.

### Епископ
19 ноября 1990 года Пулич был назначен папой Иоанном Павлом II архиепископом Врхбосны. 6 января 1991 года был рукоположён в епископы в Соборе Святого Петра в Ватикане, причём главным консекратором был сам папа Иоанн Павел II.

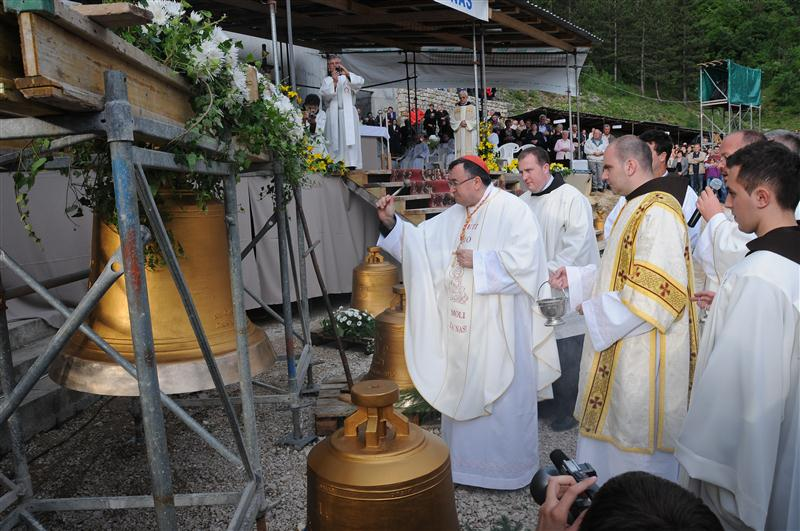
Винко Пулич освящает колокола для новой церкви

После начала боснийской войны Пулич осуществлял активную деятельность по помощи беженцам и раненым, призывал к миру и соблюдению прав человека. В попытках способствовать мирному урегулированию конфликта встречался с высокопоставленными православными и мусульманскими иерархами. Проявил личное мужество, отказавшись покинуть город в период осады Сараево и по мере возможностей осуществляя пасторские поездки по охваченному войной региону. Во время одной из таких поездок был задержан сербскими солдатами в Илияше, но через 12 часов отпущен. В письме епископам Боснии и Герцеговины папа Иоанн Павел II писал Пуличу: «Когда я возлагал на Вас руки … чтобы посвятить Вас на пост главы церкви Сараево, я не представлял себе, что уже очень скоро Ваш крест будет столь тяжёл, а чаша так горька».

### Кардинал
26 ноября 1994 года стал кардиналом-священником с титулом церкви Санта-Кьяра-а-Винья-Клара. После окончания войны главными проблемами, с которыми пришлось столкнуться кардиналу, стал отток хорватского населения из Боснии и восстановление разрушенных в ходе войны храмов.
Участвовал в Конклаве 2005 года, избравшем папу Бенедикта XVI. С 1995 года по 2002 год, с 2005 года по 2010 год и с 2015 года по 2022 год — президент конференции католических епископов Боснии и Герцеговины.
Участник Конклава 2013 года, где был избран папа Франциск.
На сегодняшний день является старейшим по возведению в сан кардиналом-священником среди кардиналов-выборщиков.
29 января 2022 года Папа Франциск принял отставку кардинала Винко Пулича с поста архиепископа Врхбосны и назначил его преемником архиепископа-коадъютора Томо Вукшича.
Участник Конклава 2025 года, где был избран папа Лев XIV.